# 比亚马兰

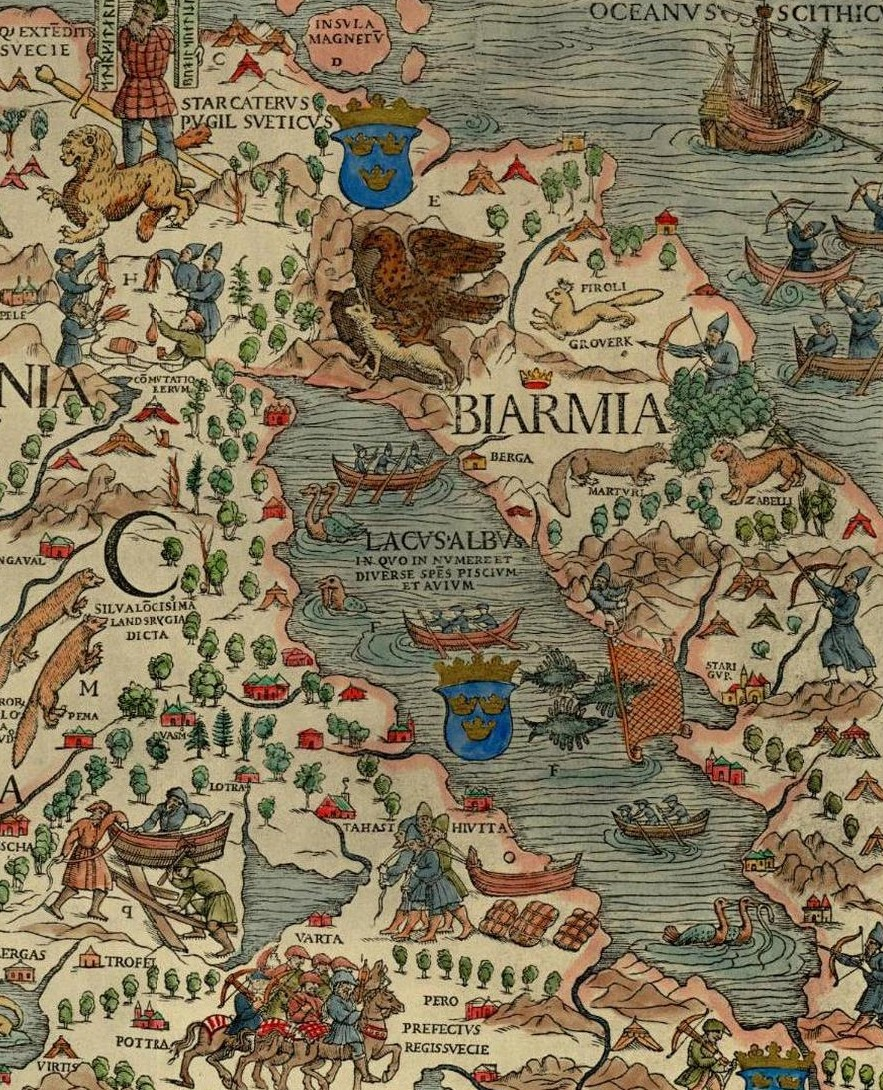
乌劳斯·马格努斯所绘《海洋地图》中的比亚马兰（Biarmia）

比亚马兰（也拼写为或）是维京时代以来北欧传奇中提及的领土，直到16世纪才在地理记录中提及。通常被认为是指白海南岸和北德维纳河的盆地及周边的一些地区。如今这些领土是俄罗斯阿尔汉格尔斯克州和科拉半岛的一部分。

## 前往比亚马兰的北欧航海者

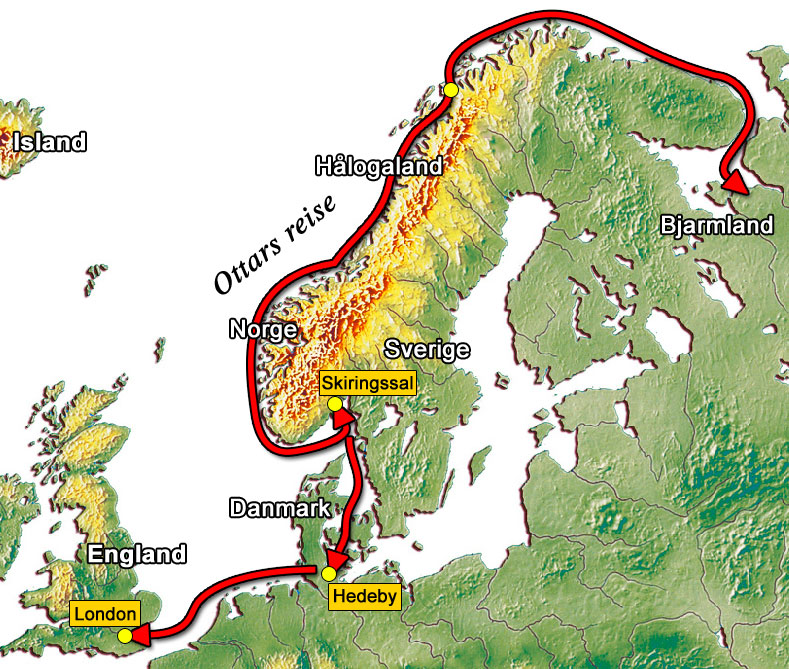
Ohthere的航行路线

根据《Voyage of Ohthere》（约公元 890 年）中的记载，挪威商人哈洛加蘭的奧瑟爾向国王阿尔弗雷德大帝报告说，他沿着北部海岸航行了15天，然后向南航行，最后到达一条大河，可能就是现在的北德维纳河。在大河河口处居住着比亚马兰人，他们与游牧的萨米人不同，是定居的族群，他们土地富饶而人口众多。 Ohthere听不懂他们的语言，但他说这语言类似于萨米人的语言。比亚马兰人将他们的国家以及与其接壤的其他国家的情况告诉Ohthere。
后来又有人进行了几次从挪威到比亚马兰的探险。血斧埃里克于920年进行了一次维京探险，挪威的哈拉尔二世和哈康·马格努森又于1090年进行了一次维京探险。
托爾·胡德和朋友的远征最为人熟知，他们于1026年抵达比亚马兰。他们开始与当地居民进行贸易并购买了大量毛皮，然后他们假装离开。后来，他们秘密上岸，并掠夺了墓地，那里是比亚马兰人竖立了他们的神Jómali塑像的地方。神像的膝盖上有一个盛有银的碗，脖子上挂着一条贵重的链子。Thorir和他的手下设法带着丰厚的战利品逃离了比亚马兰人的追击。

## 地点
比亚马兰这一地名出现在古诺斯语文学中，可能指的是阿尔汉格尔斯克目前所在的地区，在过去是比亚马兰人的定居地。这个名字的首次出现是在约890年Ohthere的旅行记述中。
彼尔姆人这个名称出现在最古老的罗斯文献《往年纪事》（1000年—1100年）中。此外还列出了其他乌拉尔部落的名称，包括一些萨莫耶德人以及维普斯人、马里人、莫尔多瓦人和楚德人。
德国历史学家不来梅的亚当（11世纪）和冰岛人斯诺里·斯蒂德吕松（1179年—1241年）在《Bósa saga ok Herrauðs》中也使用了比亚马兰这一地名，记载其河流流向甘德维克海。然而目前尚不清楚他们所指的比亚马兰是否与《Voyage of Ohthere》中的比亚马兰相同。 比亚马兰人的神“Jómali”的名字与大多数芬兰语言中的“上帝”一词非常接近，以至于比亚马兰人很可能是一个芬兰语群体。事实上，从未有人在严肃的研究中提出属于其他语族。
瑞典制图师乌劳斯·马格努斯在其绘制的《海洋地图》中将比亚马兰的位置标注在科拉半岛，而瑞典人文主义者Johannes Schefferus（1621-1679 年）则认为其位于拉普兰。

## 比亚马兰人名字的由来
比亚马兰人与现今居住的任何人群没有直接关联，但他们很可能是白海地区的一个单独的芬兰语群体。俄罗斯北部方言中的地名和借词表明，该地区曾经居住着讲芬兰语的人口。俄罗斯编年史也提到了与芬兰-乌戈尔语族相关的地区的人群。
因此，许多历史学家认为“beorm”和“bjarm”这两个术语源自乌拉尔语系单词“perm”，指的是“旅行商人”并代表古彼尔姆文化。然而，一些语言学家认为这个理论只是推测。
最近对俄罗斯北部方言中乌拉尔语底层的研究表明，除了彼尔姆人之外，还有其他几个乌拉尔语群体曾定居于比尔马兰，据推测其中包括白卡累利阿人、萨米人和克文人。根据Helimski的说法，他将公元1000年在北部阿尔汉格尔斯克地区所说的语言称之为“Lop'”，与萨米语密切相关，但又有所不同。这完全符合Ohthere的说法。
比亚马兰人的贸易范围达到了东南部伏尔加河旁的保加尔市，比亚马兰人还与从波罗的海地区向南探险的斯堪的纳维亚人和芬诺斯坎底亚人进行了互动。

## 背景
现代历史学家认为，比亚马兰人的财富是来自于他们沿北德维纳河、卡马河和伏尔加河，到保加尔和南部其他贸易定居点进行贸易。沿着这条路线，比亚马兰人用毛皮和海象牙交换银币和其他商品。事实上，现代彼尔姆边疆区的墓地是伊朗萨珊王朝和粟特银器最丰富的来源。再往北，比亚马兰人与萨米人进行贸易。
比亚马兰人于13世纪衰落，他们成为了诺夫哥罗德共和国的附庸。当许多斯拉夫人为逃离蒙古人的入侵，向北逃到白湖城和比亚马兰时，流离失所的比亚马兰人向挪威寻求庇护，1240年挪威国王哈康四世向他们授予马兰根峡湾周围的土地。对比亚马兰造成更重大打击的可能是，随着十字军东征开始后，贸易路线转向更西或大幅向南转移。
诺夫哥罗德人在13世纪初建立大乌斯秋格，成为比亚马兰人强大的贸易竞争对手。在14和15世纪，越来越多的波默尔人抵达该地区，这导致了斯拉夫人对比亚马兰人的最终征服和同化。

## 名称的后续使用
二战中的挪威吉斯林政权计划在巴巴罗萨行动成功之后在俄罗斯北部建立挪威殖民地，并将其命名为比亚马兰，但这一计划从未实现。